# Wasilij Mirowicz
Wasilij Wasiljewicz Mirowicz, ros. Василий Васильевич Мирович (ur. 15 lutego?/27 lutego 1865 w Kijowie, zm. 26 sierpnia 1945 w Weingarten) – rosyjski wojskowy (generał major), publicysta, emigrant
Ukończył korpus kadetów w Połocku, a następnie michajłowską szkołę artyleryjską. Służył w 4 Rezerwowej Brygadzie Artylerii. W 1884 awansował do stopnia podporucznika, zaś w 1888 porucznika. W 1893 objął funkcję starszego adiutanta w zarządzie dowódcy artylerii XVIII Korpusu Armijnego. W 1894 awansował na sztabskapitana. Został młodszym oficerem w dowództwie konstantynowskiej szkoły artyleryjskiej. W 1900 r. mianowano go kapitanem. W 1902 ukończył oficerską szkołę artyleryjską. Dowodził 7 Baterią w 23 Brygadzie Artylerii. W 1907 awansował do stopnia pułkownika. Objął dowodzenie 1 Dywizjona 13 Brygady Artylerii. Od 1906 był oficerem sztabowym do spraw wyszkolenia w michajłowskiej szkole artyleryjskiej. W 1907 został pułkownikiem. Objął funkcję sekretarza w redakcji pisma „Russkij inwalid”. Pisał artykuły do niego. Brał udział w I wojnie światowej. Tymczasowo dowodził 2 Finlandzką Artyleryjską Brygadą Strzelecką, a następnie 2 Finlandzką Dywizją Strzelecką. W kwietniu 1915 r. mianowano go generałem majorem. Objął dowództwo 32 Brygady Artylerii, a następnie 3 Finlandzkiej Artyleryjskiej Brygady Strzeleckiej. W 1917 r. objął funkcję inspektora artylerii XX Korpusu Armijnego. Tymczasowo dowodził tym korpusem po śmierci jego dowódcy. Na pocz. 1918 r. przyjechał do Kijowa. W 1919 r. wstąpił do wojsk Białych gen. Antona I. Denikina. Został inspektorem artylerii oddziału gen. N. E. Bredowa, w ramach którego został internowany w Polsce. Na emigracji zamieszkał w Warszawie. Podczas II wojny światowej wyjechał do III Rzeszy.